# Nyjah Huston

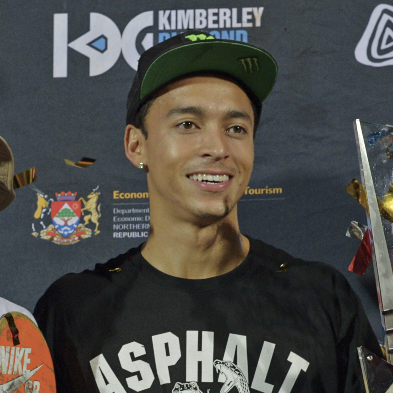
Nyjah Huston in 2015

Nyjah Huston (Davis (Californië), 30 november 1994) is een professioneel skateboarder. Hij begon met skateboarden in zijn 5e levensjaar en werd professioneel op zijn 10e. 

## Hoogtepunten
- Hij is een personage in Tony Hawk's Project 8, wat hem de jongste skateboarder maakt die ooit in een Tony Hawk spelletje voorkwam.
- Hij had het laatste deel van de video Elementality Volume 1, ook wel bekend als the ender, het is het meest gerespecteerde deel van de video.
- Hij nam deel aan de X Games op 11-jarige leeftijd, wat hem de jongste deelnemer ooit maakt.
- In 2005 werd hij eerste bij de Am Getting Paid wedstrijd in Montreal.
- Hij werd eerste in de 2005 Tampa Am wedstrijd.
- Bij de Globe Assault wedstrijd in 2006, werd hij tweede, na Ryan Sheckler.
- In 2010 won hij de eerste stop van Street league skatecontest, eindigde op de 2de en 3de stop derde. Met de Street League contest verdiende hij zo'n $ 205.000.
- In 2011 won hij de eerste stop van de Street League Contest en de Best Trick. Hij haalde eveneens de hoogste score ooit: 9,9.
- In 2012 won hij de finale stop van Street League.